# Hans Erdmann
Hans Erdmann (Breslávia, 7 de novembro de 1882 — Berlim, 21 de novembro de 1942) foi um compositor alemão. Ele produziu diversas trilhas-sonoras para filmes de seu país entre 1922 e 1936.

## Filmografia selecionada
- Nosferatu (1922)
- O Testamento do Dr. Mabuse (1933)
- August der Starke (1936)